# Carl August Julius Milde
Carl August Julius Milde (Breslau, 2 de novembro de 1824 — Merano, 3 de julho de 1871) foi um briologista e pteridologista alemão.